# Denis Couttet
François Denis Couttet, född 26 februari 1900 i Chamonix, död där 30 augusti 1956, var en fransk vinteridrottare som var aktiv inom längdskidor under 1920-talet. Han medverkade vid olympiska vinterspelen 1924 i längdåkning 18 kilometer, där han dock bröt tävlingen. Han var bror till Henri Couttet.